# Tachinoestrus semenovi
Tachinoestrus semenovi är en tvåvingeart som beskrevs av Josef Aloizievitsch Portschinsky 1887. Tachinoestrus semenovi ingår i släktet Tachinoestrus och familjen parasitflugor. Inga underarter finns listade i Catalogue of Life.